# Louis Marie Pillet
Pour les articles homonymes, voir Pillet.
Louis Marie Pillet, né le 18 avril 1775 à Chambéry (Royaume de Sardaigne), mort le 8 mars 1830 à Chapareillan (Isère), est un militaire français de la Révolution et de l’Empire.

## États de service
Il entre en service le 1er janvier 1793, comme soldat au 1er bataillon de volontaires du Mont-Blanc, qui sera amalgamé en 1796 à la 18e demi-brigade de ligne. Lieutenant à l’élection le 5 mars 1793, il devient capitaine adjudant-major le 28 février 1794, et il fait les campagnes de 1793 à l’an IX, aux armées des Pyrénées orientales, d’Italie et des Grisons. 
Il se distingue le 14 juin 1795, lors du passage de la Fluvià à Bàscara, où il reçoit un coup de sabre à l’œil gauche. Le 21 décembre 1797, il est nommé commandant provisoire du 1er bataillon italien de Padoue, par ordre du général en chef Bonaparte, et le 7 décembre 1798, il retourne à la 18e demi-brigade de ligne avec son grade de capitaine adjudant-major. Le 11 août 1799, le général en chef Championnet, lui donne son brevet de chef de bataillon dans le 1er bataillon auxiliaire du Mont-Blanc, qui sera versé dans la 15e demi-brigade d’infanterie légère le 18 février 1800. Le 22 avril 1800, à la tête de son bataillon, il enlève à la baïonnette le village de Gravière, dans la vallée de la Suse, en chasse l’ennemi, qui s’y trouve en nombre très supérieur, lui fait  200 prisonniers et s’empare de 3 pièces de canon. Le 6 juin 1800, il pénètre de vive force dans Santo-Ambrosio, d’où il débusque l’ennemi, malgré les efforts que fait ce dernier pour s’y maintenir. Dans la même journée, avec 50 chasseurs qu’il parvient à rallier, il repousse un corps de cavalerie ennemie qui chargeait un bataillon de la 28e légère, dispersé en tirailleurs, et s’empare de 12 chevaux.
Passé à la 17e demi-brigade d’infanterie légère le 22 novembre 1800, il va tenir garnison à Blois pendant les ans X et XI. En l’an XII, il rejoint le camp de Saint-Omer, et le 22 décembre 1803, il devient major du 10e régiment d’infanterie légère. Il est fait chevalier de la Légion d’honneur le 25 mars 1804.
En 1806 et 1807, il participe aux campagnes de Prusse et de Pologne et en 1809, à celle de l’armée du Nord. En 1810, il commande dans le Brabant une cohorte de gardes nationales. Il est promu colonel le 5 mai 1812, au 1er régiment d’infanterie légère, qu’il rejoint en Espagne, et il est créé chevalier de l’Empire le 15 juin 1812. Sa brillante conduite aux combats d’Yecla, de Villena, de Castalla, et de Borja les 11, 12 et 13 avril 1813, lui vaut d’être cité à l’ordre de l’armée le 20 avril, comme digne d’être recommandé aux bontés de l’Empereur.
En 1813, il rejoint la Grande Armée, pour participer à la campagne de Saxe, et en 1814, il passe en Italie. Il est mis en non activité le 1er octobre 1814, à la réorganisation du corps, et il est admis à la retraite vers la même époque.
Il est naturalisé français, le 28 août 1816, et il meurt le 8 mars 1830, à Chapareillan.

## Armoiries
| Armoiries | Nom du chevalier et blasonnement |
| --------- | --- |
|           | Chevalier Louis Marie Pillet et de l'Empire, lettres patentes du 15 juin 1812. Parti de sinople et d'or ; le sinople au coq d'argent, tenant dans la patte sénestre trois flèches du même, croisées en sautoir ; l'or à l'épée en pal, de sable ; champagne du tiers de l'écu de gueules chargée du signe des chevaliers légionnaires. Livrées : les couleurs de l'écu. |